# Asociación Deportiva Mexicana de Básquetbol
La Asociación Deportiva Mexicana de Básquetbol (ADEMEBA) es la federación nacional de baloncesto en México.
Cuenta con el reconocimiento oficial de CONADE, COM y FIBA.

## Historia
ADEMEBA se constituyó ante la fe del Notario Público No. 96 de la ciudad de Monterrey en el estado de Nuevo León Lic. Everardo Alanís Guerra, quien protocolizó dicha acta en el libro 256 de las escrituras públicas 35,023 el 26 de noviembre de 2008.
Es el organismo rector del básquetbol en México, trabajando por la unificación, profesionalización y desarrollo del baloncesto en México con reconocimiento oficial de CONADE, COM y del organismo rector a nivel mundial FIBA.
El 10 de febrero de 2020, FIBA decretó la suspensión temporal de ADEMEBA por "incumplir sus estatutos y sus obligaciones federativas" ante el organismo. Las irregularidades denunciadas por FIBA apuntaban a dos temas centrales: la opacidad con la que Xóchitl Lagarda resultó electa apoyada por la Comisión Nacional de Cultura Física y Deporte (CONADE) y por los representantes de ADEMEBA de cada estado, tras firmar un papel en blanco para que la titular de CONADE Ana Gabriela Guevara postule a la ya presidente de ADEMEBA sin importar que la misma FIBA les haya señalado que incurrían en ilegalidad ; y el desconocimiento de la modificación a los estatutos que regían a ADEMEBA presentados el 23 de marzo de 2019, es decir, el día de la votación presidencial. FIBA levantaría la suspensión temporal si ADEMEBA cumplía con un listado de seis puntos estipulados en una carta, enviada desde las oficinas de la Federación en Suiza pero por sugerencia de CONADE y de su Presidenta, ADEMEBA procedió a apelar dicha suspensión ante el TAS, la cual fue denegada el 27 de agosto de 2020. Posteriormente, a finales de octubre de 2020, Lagarda presentó su renuncia a la presidencia y el 17 de mayo de 2021 FIBA levantó la suspensión temporal, autorizando la participación de las selecciones nacionales mexicanas en todos los eventos internacionales oficiales así como la incorporación de sus representantes en los órganos de gobierno a nivel continental y mundial.